# 婆羅叫姑魚
婆羅叫姑魚為輻鰭魚綱鱸形目鱸亞目石首魚科的其中一種，分布於印度西太平洋區，包括伊朗、巴基斯坦、阿曼、印度、斯里蘭卡、孟加拉、泰國、越南、印尼、馬來西亞、緬甸、菲律賓、中國、台灣、澳洲、汶萊等海域，本魚口大且斜，上頜延伸落後低於眼球後半部;沒有觸鬚下巴，具窄齒帶，鰓耙細長，體紡錘型，背鰭硬棘10-12枚;背鰭軟條27-32枚;臀鰭硬棘2枚;臀鰭軟條7-8枚，體長可達34.8公分，棲息在沿海及河口區，屬肉食性，以甲殼類為食，可做為食用魚。